# Scytoceroides ceylonensis
Scytoceroides ceylonensis is een rechtvleugelig insect uit de familie sabelsprinkhanen (Tettigoniidae). De wetenschappelijke naam van deze soort is voor het eerst geldig gepubliceerd in 1932 door Henry.